# 细彩玉螺
细彩玉螺（学名：Natica tenuipicta），是异足目玉螺科玉螺属的一种。主要分布于中国大陆，常栖息在潮下带。